# Zaghloel Pasja

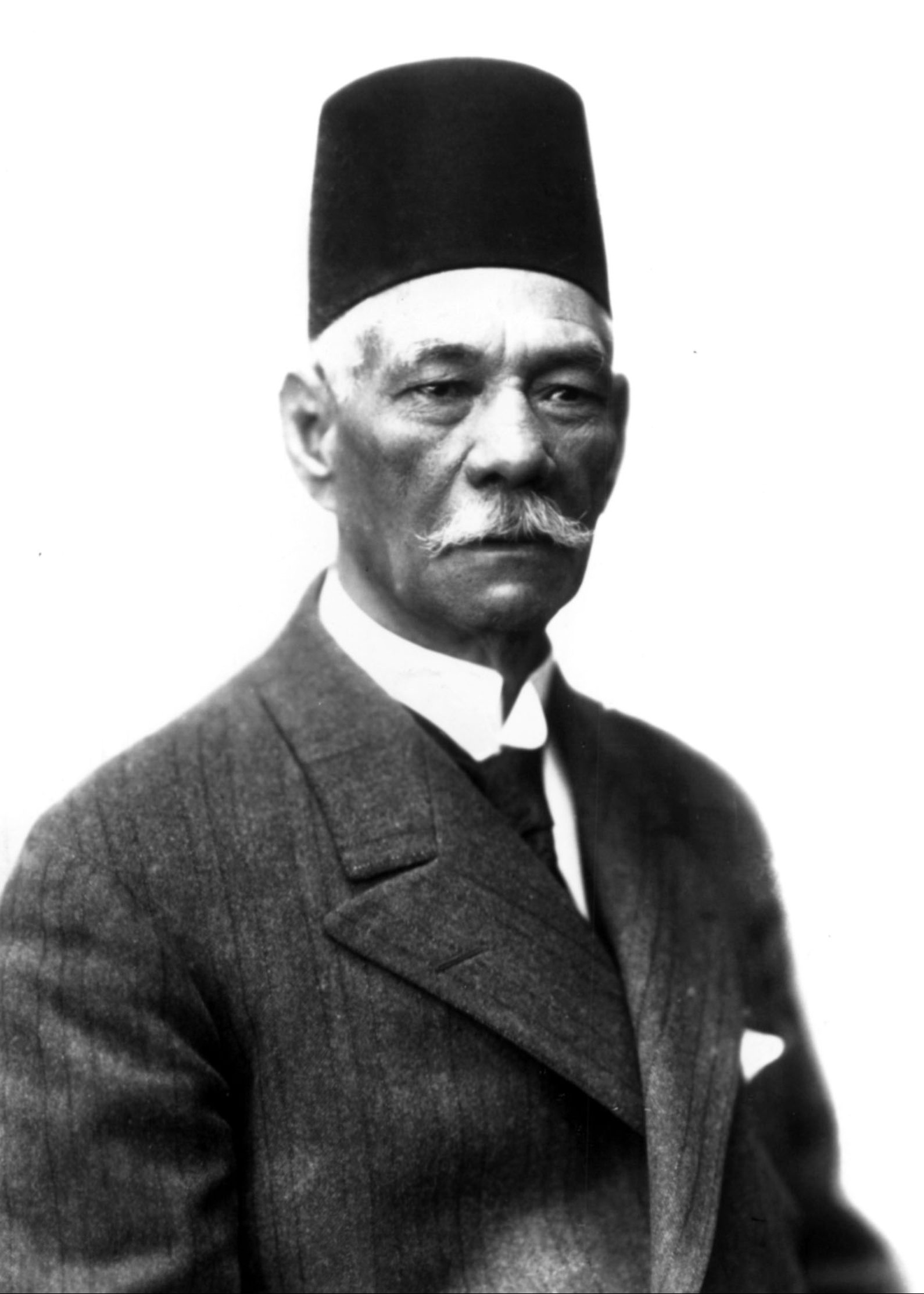
Portret van Saad Zaghloel

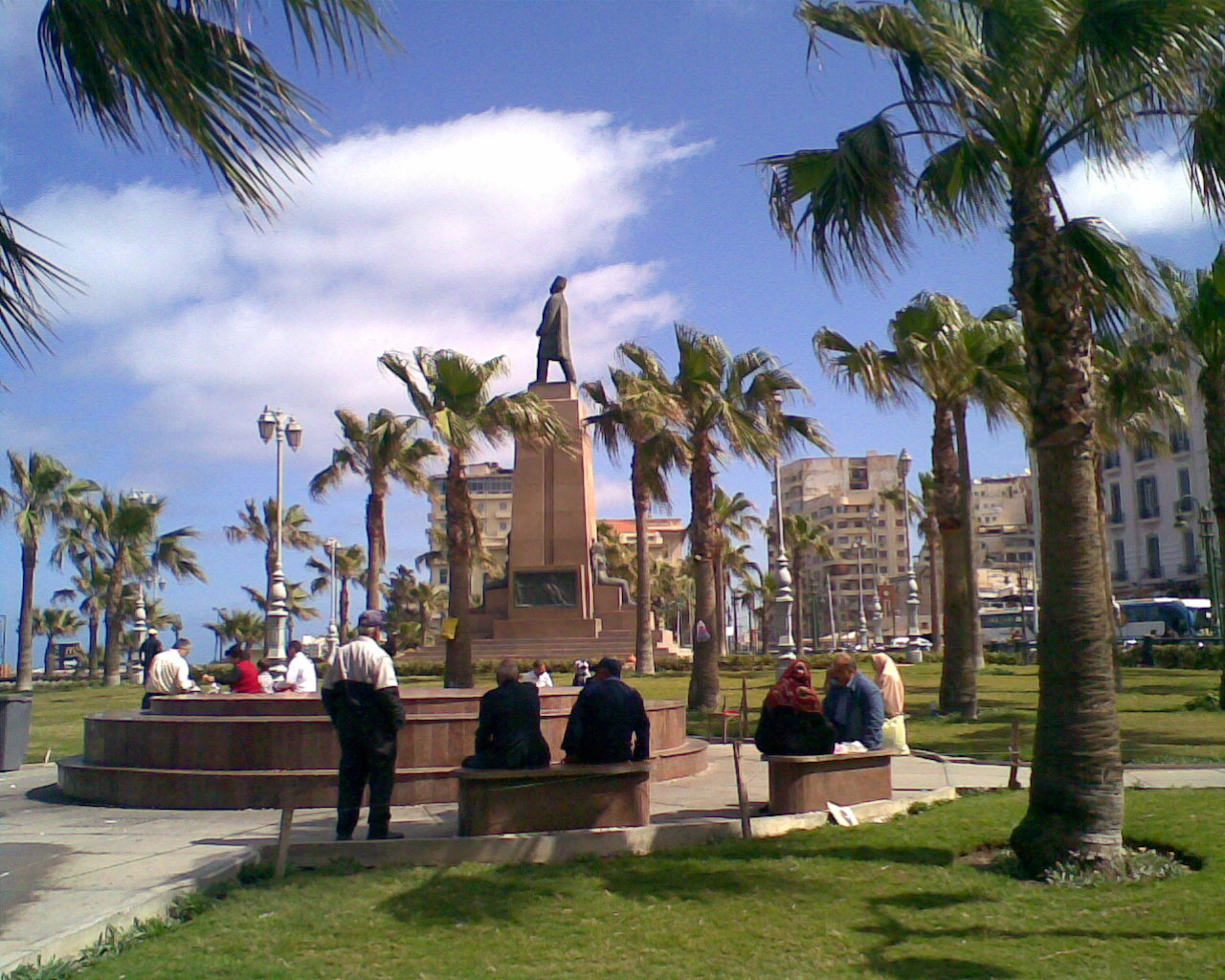
Standbeeld van Saad Zaghloel in Alexandrië op het plein dat naar hem is genoemd

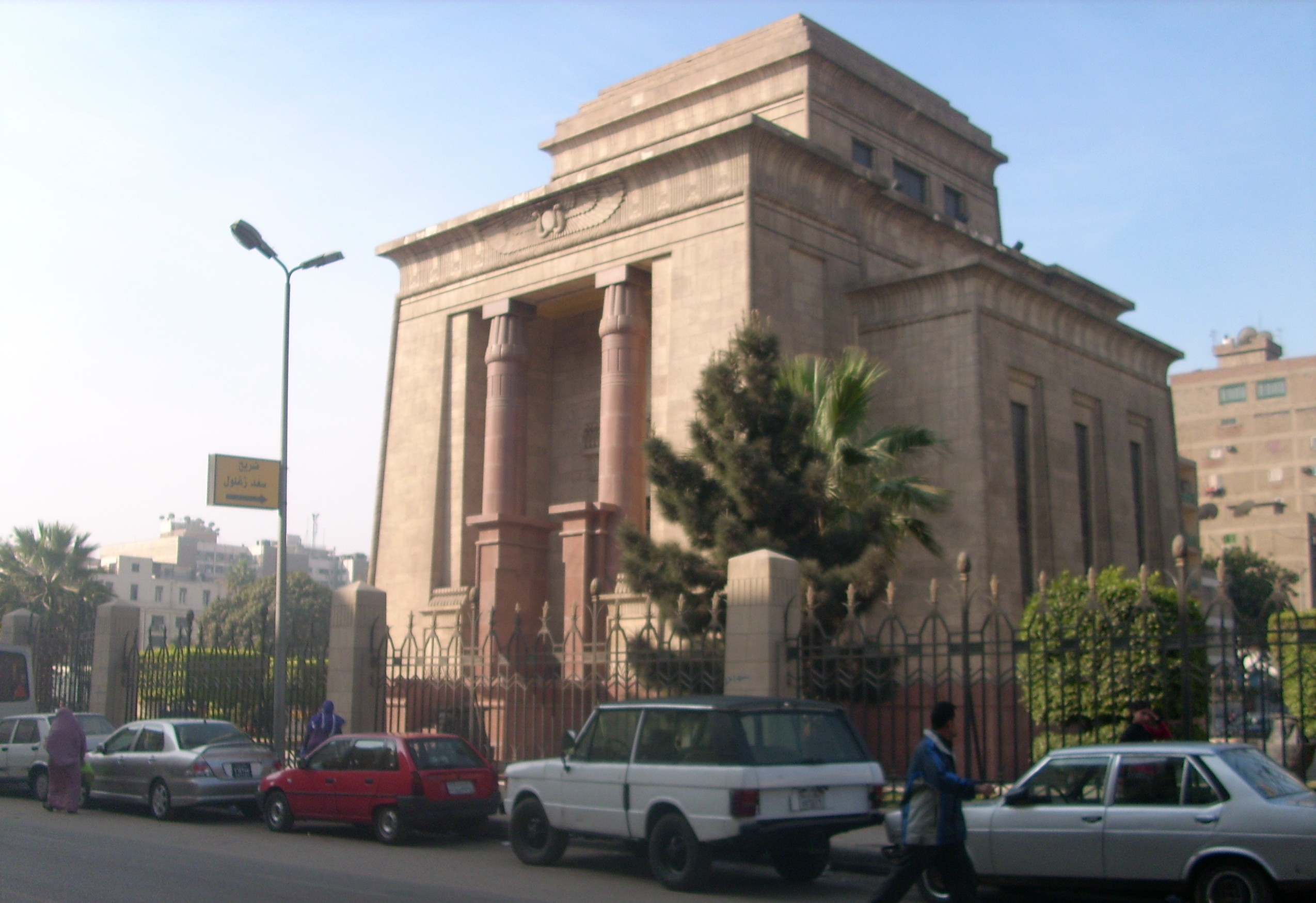
Het mausoleum en museum Saad Zaghloel in Caïro

Saad Zaghloel Pasja (Ibyana, 1860 - Caïro, 23 augustus 1927) (Arabisch: سعد زغلول; ook: Saad Zaghlûl, Sa'd Zaghloul Pasha ibn Ibrahim) was een Egyptisch staatsman en revolutionair.

## Levensloop
Saad Zaghloel werd geboren in het dorp Ibyana in de Egyptische Deltavallei. Hij studeerde aan de Al-Azhar-universiteit in Caïro. In de jaren 1880 werd hij politiek actief en werd gearresteerd. Hij begon aan een carrière als advocaat en journalist. Vanaf 1892 was hij ook als rechter werkzaam. Hij knoopte vriendschappen aan binnen de Engelse aristocratie.
Hij werd Minister van Onderwijs (1906-1908), daarna van Justitie (1910-1912). In 1913 trok hij zich als rechter terug en werd ondervoorzitter van de Egyptische parlementaire assemblee. Hij werd stilaan aanzien als de leider van de nationalistische beweging.
Tijdens de Eerste Wereldoorlog werkte hij aan de organisatie van zijn nationalistische beweging in heel Egypte. Op 13 november 1918 eiste hij van de Britten de onafhankelijkheid. Hij trok in 1919 naar de Vredesconferentie in Versailles en eiste dat het Verenigd Koninkrijk de onafhankelijkheid zou erkennen van de verenigde landen Egypte en Soedan.
De Engelsen verbanden hem in maart 1919 naar Malta, kort daarop (in april) werd hij weer vrijgelaten. In 1921 ging hij aan het hoofd van zijn partij, de Wafd, naar Londen. Na het mislukken van onderhandelingen tussen Egypte en het Verenigd Koninkrijk werd hij in december 1921 naar de Seychellen gedeporteerd, daarna naar Gibraltar. Niettemin werd in 1922, op basis van de met Zaghloel gevoerde besprekingen, door het Verenigd Koninkrijk een beperkte onafhankelijkheid aan Egypte verleend. Hij werd weer vrijgelaten.
Bij de verkiezingen van 1923 kregen zijn aanhangers een overweldigende meerderheid in het parlement (90 procent van de stemmen). Op 27 januari 1924 werd hij minister-president, maar hij moest in november van datzelfde jaar, na de moord op de Britse gouverneur-generaal in Egypte en Soedan, Sir Lee Stack, ontslag nemen.
Ofschoon de volgende verkiezingen weer gunstig voor hem uitvielen, kon hij door de tegenstand van de Engelsen geen regering meer vormen. Hij was wel nog voorzitter van het parlement in 1926-1927, tot aan zijn dood.
Hij was getrouwd met Safeya Zaghloel (16 juni 1876 – 12 januari 1946), dochter van de Egyptische eerste minister Mustafa Fahmi Pasha. Zij was een actieve feministe en revolutionair.